# Штадлобер, Роберт
Роберт Штадлобер (нем. Robert Stadlober; род. 1982) — австрийский актёр и музыкант.

## Биография
Роберт Штадлобер родился 3 августа 1982 года в Фризахе и вырос в Берлине. С 11 лет он начал работать актёром озвучивания, а также играть роли в различных фильмах. 

В 2000 году играет роль подростка-инвалида — главного героя фильма «Сумасшедший» и получает награду «Bayerischer Filmpreis» в номинации Лучший молодой актёр. В 2004 играет главную роль в «Летнем шторме» режиссёра Марко Кройцпайнтнера — драма о старшекласснике, который начинает осознавать, что он гей. В 2008 году сыграл в ещё одном фильме Кройцпайнтнера — экранизации книги Отфрида Пройслера «Крабат, или Легенды старой мельницы». Также снимался в киноадаптации пьесы Генрика Ибсена «Пер Гюнт», где сыграл главную роль.

Снимался в эпизодах различных телесериалов (например, «Место преступления» (нем. Tatort)). 

Роберт также музыкант, играет на гитаре с 13 лет и имеет свою музыкальную группу.

## Фильмография
- 1995 — Ausweglos — Кристоф Хайнке
- 1996 — Nach uns die Sintflut — Беньямин Риттберг
- 1997 — Corinna Pabst — Fünf Kinder brauchen eine Mutter  — Марко Пабст
- 1999 — Солнечная аллея / Sonnenallee — Вушель
- 1999 — Die Todesgrippe von Köln — Ян
- 2000 — Сумасшедший / Crazy — Беньямин Леберт
- 2000 — Liebst du mich — Пауль
- 2001 — Энгель и Йо / Engel & Joe — Энгель
- 2001 — Враг у ворот / Enemy at the Gates — наблюдатель
- 2001 — Малышка Хайди / Heidi — студент
- 2002 — Sophiiiie! — Тоби
- 2002 — Brombeerchen — Андре
- 2003 — Verschwende deine Jugend — Винс
- 2003 — Дунай, Дунай / Donau, Duna, Dunaj, Dunav, Dunarea — Бруно
- 2004 — Летний шторм / Sommersturm — Тоби
- 2006 — Die Frau vom vierten Foto unten rechts — Рамон
- 2006 — Пер Гюнт / Peer Gynt — Пер Гюнт
- 2006 — Kronprinz Rudolf — Вильгельм II
- 2006 — Schwarze Schafe — Бреслин
- 2007 — Оправданный / Freigesprochen — Фердинанд
- 2008 — Крабат. Ученик колдуна / Krabat — Лышко
- 2008 — Berlin am Meer — Том
- 2008 — Love Me Forever — Билли Смит
- 2009 — Zarte Parasiten — Якоб
- 2009 — Unter Strom — Чизи
- 2010 — Еврей Зюсс / Jud Süß — Film ohne Gewissen — Луц
- 2014 — Дипломатия / Unter Strom — лейтенант Брессенсдорф
- 2016 — Захер: История соблазна / Das Sacher. In bester Gesellschaft — Фриц Лехнер
- 2017 — Траншея 11 / Trench 11 — Райнер
- 2024 — Кафка / Kafka — Феликс Вельч